# Commissione centrale per la navigazione del Reno
La Commissione centrale per la navigazione del Reno (CCNR) (inglese: Central Commission for Navigation on the Rhine; francese: Commission Centrale pour la Navigation du Rhin) è un'organizzazione internazionale la cui funzione è di favorire la prosperità europea garantendo un alto livello di sicurezza per la navigazione del Reno e dintorni. È la più antica organizzazione internazionale esistente del mondo.

## Segretariato

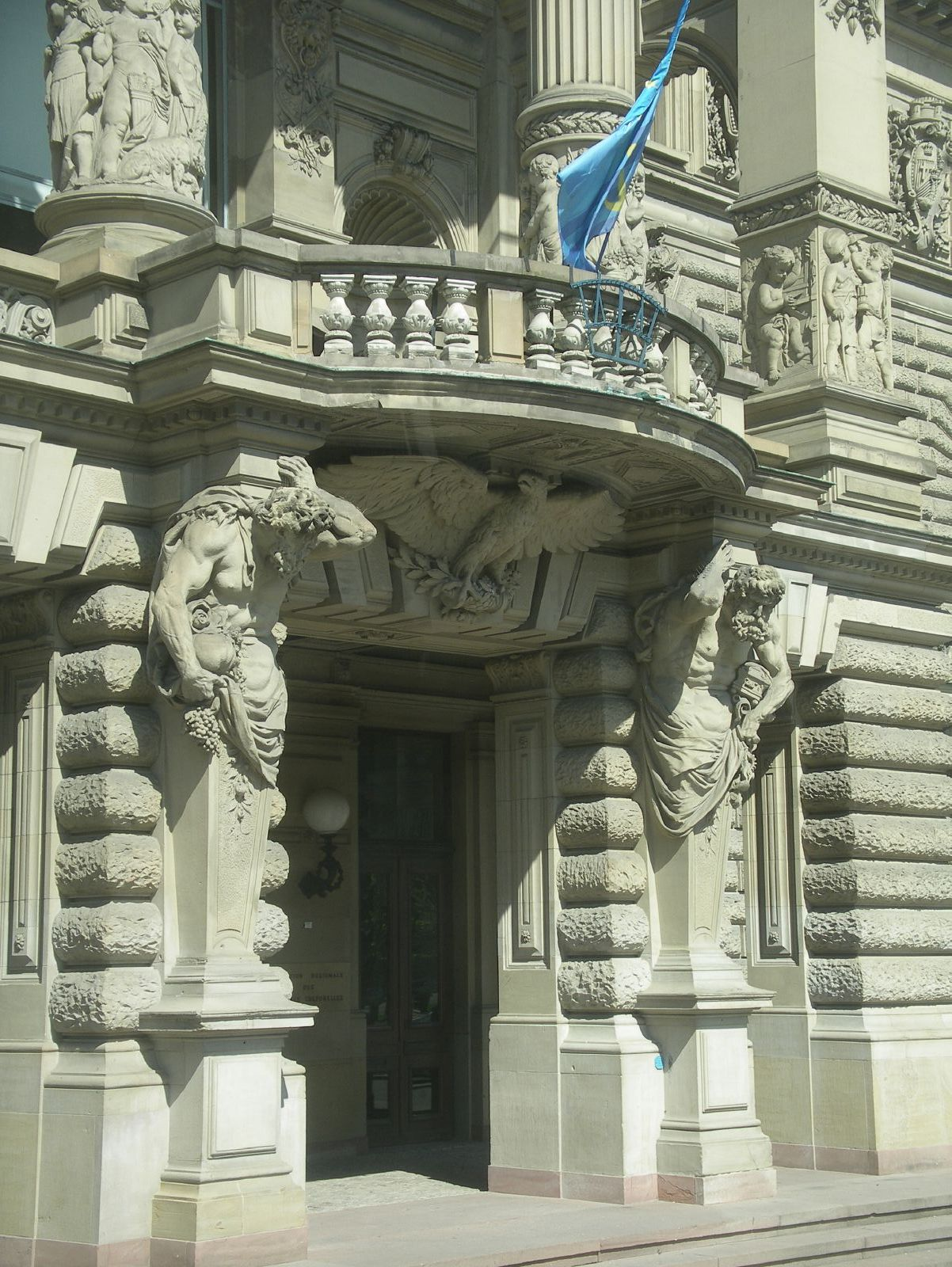
L'entrata della sede, con la bandiera

La Commissione ed il suo Segretariato hanno sede a Strasburgo (Francia), nel Palais du Rhin. Il Segretariato ha un personale di 18 membri e si occupa della gestione generale delle 50 riunioni annuali e della rappresentanza esterna, amministra la sicurezza sociale per gli equipaggi delle navi sul Reno e funge da sede del tribunale per la navigazione sul Reno.

## Storia

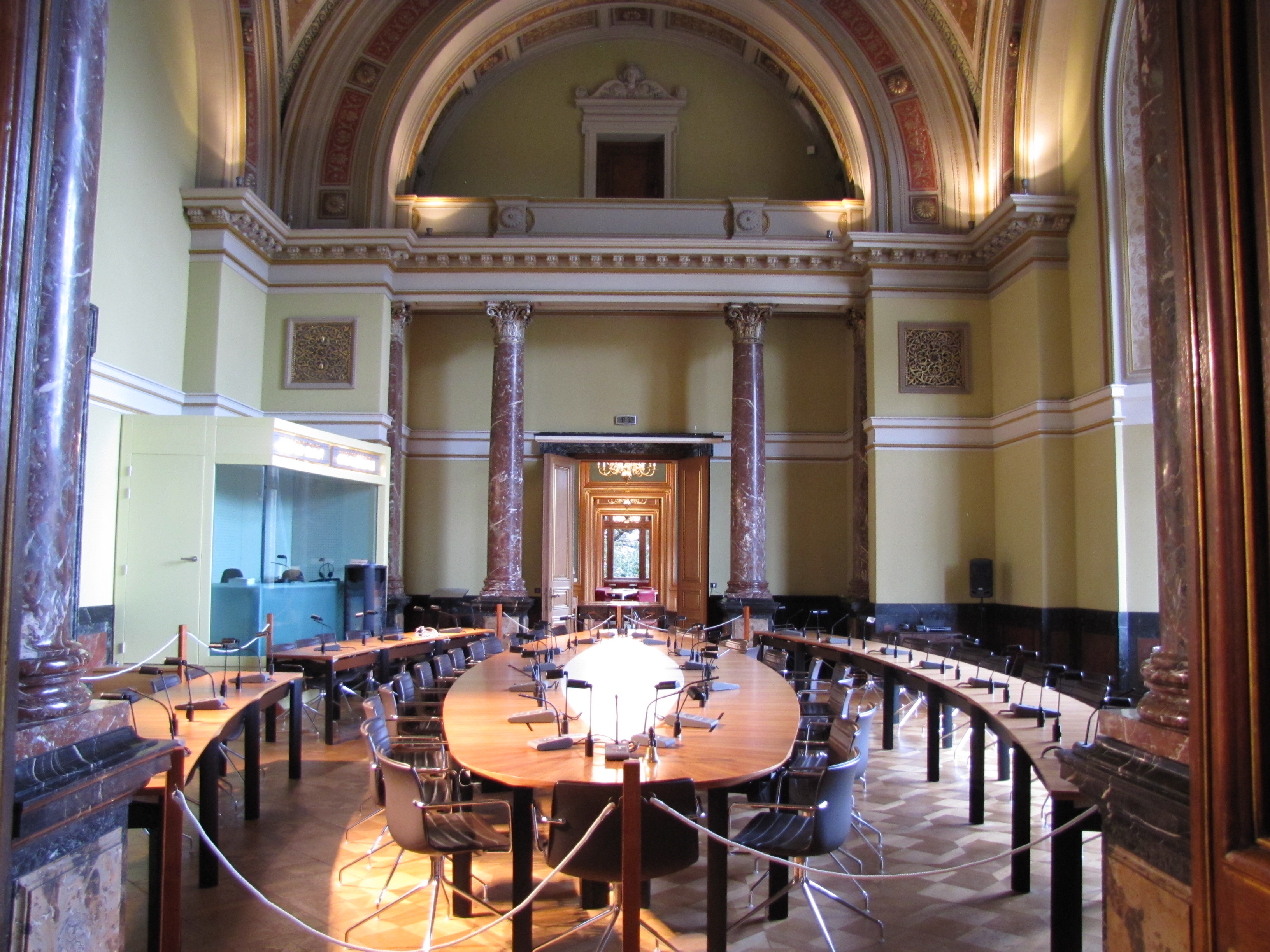
Sala principale delle assemblee della Commissione

Legalmente, l'autorità della Commissione viene da accordi fatti al Congresso di Vienna, tenutosi nel 1815 nel periodo successivo alle Guerre napoleoniche. La prima riunione ebbe luogo il 15 agosto 1816 a Magonza. Nel 1831, fu adottata la Convenzione di Magonza, che stabiliva una prima serie di leggi che governavano la navigazione sul Reno. Nel 1861, la sede della commissione fu trasferita a Mannheim, e il 17 ottobre 1868 fu approvata la Convenzione di Mannheim.
Questo accordo governa ancora oggi i principi della navigazione del Reno. Allora, come ora, gli stati membri erano Germania, Belgio, Francia, Paesi Bassi e Svizzera. (Gli Stati Uniti furono temporaneamente un membro immediatamente dopo la seconda guerra mondiale, mentre la Germania era sotto occupazione alleata.)
L'attuale convenzione riveduta è quella firmata a Strasburgo dai cinque membri della commissione e dal Regno Unito il 20 novembre 1963 e fatta entrare in vigore il 14 aprile 1967. Da allora vi sono stati protocolli aggiuntivi.
Poco dopo la fine della prima guerra mondiale, la sede centrale della commissione fu spostata a Strasburgo come parte del Trattato di Versailles. Nel 2003 la Commissione europea chiese il permesso del Consiglio dell'Unione europea di negoziare l'adesione dell'Unione europea ai regolamenti della CCNR e della Commissione del Danubio, data anche la prospettiva di allargamento della UE.